# Съединение (община)
Вижте пояснителната страница за други значения на Съединение.
Община Съединение се намира в Южна България и е една от съставните общини на област Пловдив.

## География

### Географско положение, граници, големина
Общината е разположена в западната част на област Пловдив. С площта си от 297,992 km2 заема 9-о място сред 18-те общините на областта, което съставлява 4,97% от територията на областта. Границите ѝ са следните:
- на север – община Хисаря;
- на изток – община Калояново;
- на югоизток – община Марица;
- на юг – община Родопи;
- на запад – община Пазарджик, област Пазарджик;
- на северозапад – община Стрелча, област Пазарджик.

### Природни ресурси

#### Релеф
С изключение на крайните северозападни части където релефът е хълмист, в останалата част на общината той е равнинен. Територията ѝ попада в северните части на Пазарджишко-Пловдивското поле на Горнотракийската низина и в крайните южни разклонения на Същинска Средна гора.
Над 95% от територията на община Съединение се заема от северните части на Пазарджишко-Пловдивското поле на Горнотракийската низина, с надморска височина между 200 и 350 m. Югоизточно от град Съединение, на границата с община Марица се намира най-ниската ѝ точка – 187 m н.в.
В крайния северозападен ъгъл на общината (землището на село Драгомир) попадат южните хълмисти части на Същинска Средна гора. На около 5 km, северозападно от селото, на границата с община Стрелча, се намира връх Генова могила 534,2 m – най-високата точка на общината.

#### Води
През общината протичат две основни реки, леви притоци на Марица – Пясъчник и Потока, които текат през нея със средните си течения. Река Пясъчник навлиза в общината като изтича от големия язовир Пясъчник, минава покрай селата Любен, Неделево, Церетелево и Голям чардак и източно от село Малък чардак напуска нейните предели. Река Потока идва от община Пазарджик, минава през общинския център и югоизточно от него навлиза в община Марица.
На река Пясъчник е изграден големия язовир Пясъчник, като в пределите на общината попада малка част от него. Водите му се използват за напояване на обширните земеделски земи в Пазарджишко-Пловдивското поле. Освен него на територията на община Съединение има изградени още множество микроязовири, водите на които също са включени в напоителните системи. По-големи от тях са: „Церетелево“, „Любен“, „Правище“ и др.

#### Климат
Община Съединение има преходно-континентален климат. Забелязва се известно различие в количеството на валежите в сравнение със съседните райони. Тук са измерени едни от най-ниските техни средногодишни суми за Южна България (495 л/м2). В този смисъл добре изразеното пролетно и лятно засушаване, както и високите температури определят района като по-неблагоприятен в климатично отношение. По данни на метеорологическата станция най-рано сняг е падал през втората половина на ноември и се е задържал най-късно до втората половина на март. Снежната покривка е общо взето, много тънка, а продължителността на снежния период е около 80 дни. Най-малка е тя през втората десетдневка на ноември и третата десетдневка на януари. Първият мраз в района настъпва средно към 27 октомври, а последният – към 9 април. Ето защо е налице доста продължителен вегетационен период на растенията без мраз, което осигурява отглеждането на голям брой култури.

#### Почви
На територията на община Съединение са се оформили следните почвени различия: чернозем-смолници, слабо и силно излужени, глинести и тежко песъчливо-глинести; чернозем-смолници, силно излужени, слабо до средно оподзолени, ерозирани; канелено-горски почви, слабо и средно излужени; канелено-горски почви, силно излужени до слабо оподзолени, средно и леко песъчливо-глинести; алувиално-светли и алувиално-ливадни светли, глинесто-песъчливи почви; делувиални почви, леко песъчливо-глинести.
Чернозем-смолници са основните почви в общината като заемат над 80% от територията ѝ. Оподзолени канелено-горски почви са представени основно в крайните северозападни хълмисти части на общината, а алувиалните и алувиално-ливадните почви – около речните корита на реките Пясъчник и Потока и местните малки рекички.

### Населени места
Общината се състои от 10 населени места. Списък на населените места, подредени по азбучен ред, население и площ на землищата им:
| Населено място | Пребр. на населението през 2021 г. | Площ на землището (в км2) | Забележка (старо име) | Населено място | Пребр. на населението през 2021 г. | Площ на землището (в км2) | Забележка (старо име)    |
| Голям чардак   | 634                                | 24,979                    | Български чардак      | Неделево       | 375                                | 13,442                    | Насва кьой, Свети Наум   |
| Драгомир       | 277                                | 28,751                    | Яхларе                | Правище        | 359                                | 24,120                    | Дорутлии, Малко Борисово |
| Любен          | 282                                | 16,579                    | Кара Мустафаларе      | Съединение     | 5141                               | 100,200                   | Голямо Конаре            |
| Малък чардак   | 433                                | 18,233                    | Турски чардак         | Царимир        | 1000                               | 28,359                    | Даутларе                 |
| Найден Герово  | 490                                | 19,643                    | Демирдишли            | Церетелево     | 319                                | 23,686                    | Думанлии                 |

## Административно-териториални промени
- през 1878 г. – преименувано е с. Български чардак на с. Голям чардак от населението без административен акт;

– преименувано е с. Турски чардак на с. Малък чардак от населението без административен акт;
- Указ № 36/обн. 08.02.1906 г. – преименува с. Кара Мустафаларе на с. Любен;
- МЗ № 2820/обн. 14.08.1934 г. – преименува с. Яхларе на с. Драгомир;

– преименува с. Дорутлии на с. Малко Борисово;
– преименува с. Демирдишлии на с. Найден Герово;
– преименува с. Насва кьой на с. Свети Наум;
– преименува с. Масатларе на с. Точиларци;
– преименува с. Даутларе на с. Царимир;
– преименува с. Думанлии на с. Церетелево;
- МЗ № 1189/обн. 25.03.1947 г. – преименува с. Малко Борисово на с. Правище;
- Указ № 334/обн. 13.07.1951 г. – преименува с. Свети Наум на с. Неделево;
- Указ № 516/обн. 22.12.1962 г. – заличава с. Елешница поради изселване;
- Указ № 829/обн. 29.08.1969 г. – преименува с. Голямо Конаре на с. Съединение и го признава за гр. Съединение;
- Указ № 1885/обн. 06.09.1974 г. – заличава с. Точиларци и го присъединява като квартал на гр. Съединение.

## Население

### Етнически състав
Преброяване на населението през 2011 г.
Численост и дял на етническите групи според преброяването на населението през 2011 г., по населени места (подредени по численост на населението):
| Населено място | Численост | Численост | Численост | Численост | Численост | Численост           | Численост     | Населено място | Дял (в %) | Дял (в %) | Дял (в %) | Дял (в %) | Дял (в %)           | Дял (в %)     |
| Населено място | Общо      | Българи   | Турци     | Цигани    | Други     | Не се самоопределят | Не отговорили | Населено място | Българи   | Турци     | Цигани    | Други     | Не се самоопределят | Не отговорили |
| Общо           | 10 450    | 8678      | 183       | 787       | 14        | 20                  | 768           | 100.00         | 83.04     | 1.75      | 7.53      | 0.13      | 0.19                | 7.34          |
| -------------- | --------- | --------- | --------- | --------- | --------- | ------------------- | ------------- | -------------- | --------- | --------- | --------- | --------- | ------------------- | ------------- |
| Съединение     | 5661      | 4611      |           | 405       |           | 15                  | 623           | Съединение     | 81.45     |           | 7.15      |           | 0.26                | 11.00         |
| Царимир        | 1143      | 1094      | 18        | 12        |           |                     | 18            | Царимир        | 95.17     | 1.57      | 1.04      |           |                     | 1.57          |
| Голям чардак   | 754       | 524       | 58        | 165       | 0         | 3                   | 4             | Голям чардак   | 69.49     | 7.69      | 21.88     | 0.00      | 0.39                | 0.53          |
| Малък чардак   | 498       | 458       | 19        | 4         |           |                     | 15            | Малък чардак   | 91.96     | 3.81      | 0.80      |           |                     | 3.01          |
| Найден Герово  | 483       | 359       |           | 66        | 0         |                     | 57            | Найден Герово  | 74.32     |           | 13.66     | 0.00      |                     | 11.80         |
| Неделево       | 459       | 322       | 85        | 45        |           |                     | 4             | Неделево       | 70.15     | 18.51     | 9.80      |           |                     | 0.87          |
| Правище        | 418       | 384       |           | 20        | 0         |                     | 13            | Правище        | 91.86     |           | 4.78      | 0.00      |                     | 3.11          |
| Драгомир       | 360       | 355       | 0         | 0         |           |                     | 4             | Драгомир       | 98.61     | 0.00      | 0.00      |           |                     | 1.11          |
| Церетелево     | 352       | 319       | 0         | 9         | 0         | 0                   | 24            | Церетелево     | 90.62     | 0.00      | 2.55      | 0.00      | 0.00                | 2.55          |
| Любен          | 322       | 252       | 0         | 61        | 3         | 0                   | 6             | Любен          | 78.26     | 0.00      | 18.94     | 0.93      | 0.00                | 1.86          |

## Транспорт
През територията на общината, от югоизток на северозапад на протежение от 12,4 km преминава участък от трасето на жп линията Пловдив – Панагюрище.
През общината преминават частично 4 пътя от Републиканската пътна мрежа на България с обща дължина 45 km:
- участък от 17,4 km от Републикански път III-606 (от km 62,8 до km 80,2);
- последният участък от 5,9 km от Републикански път III-805 (от km 13,7 до km 19,6);
- началният участък от 17,7 km от Републикански път III-6062 (от km 0 до km 17,7);
- последният участък от 4 km от Републикански път III-8005 (от km 7,7 до km 11,7).

## Топографски карти
- Лист от карта K-35-49. Мащаб: 1 : 100 000.
- Лист от карта K-35-50. Мащаб: 1 : 100 000.
- Лист от карта K-35-61. Мащаб: 1 : 100 000.
- Лист от карта K-35-62. Мащаб: 1 : 100 000.